# 克倫古里萊鄉
44°45′N 25°15′E / 44.750°N 25.250°E
克倫古里萊鄉（羅馬尼亞語：Comuna Crângurile, Dâmbovița），是羅馬尼亞的鄉份，位於該國南部，由登博維察縣負責管轄，處於布加勒斯特西北面80公里，每年平均降雨量1,023毫米，海拔高度200米，2007年人口3,434。